# Willem Wijnaendts van Resandt (1915-2000)
Willem Wijnaendts van Resandt (Soesterberg, 21 november 1915 - Zoetermeer, 12 juni 2000) was een genealoog en directeur van het Centraal Bureau voor Genealogie.

## Familie
Wijnaendts was een lid van de familie Wijnaendts en een zoon van genealoog Willem Wijnaendts van Resandt (1873-1954) en Wilhelmina Jacobina Theodora Baud (1879-1967), lid van de familie Baud, zus van de letterkundige Elisabeth Couperus-Baud (1867-1960), de echtgenote van schrijver Louis Couperus (1863-1923). Het echtpaar Couperus-Baud was dus een oom en tante van hem. Hij trouwde in 1939 met Louise Mathilde Marie Lina (Lissy) Vervloet (1919) met wie hij twee dochters en twee zonen kreeg; ook zijn jongste zoon is verbonden aan het Centraal Bureau voor Genealogie.

## Loopbaan
Wijnaendts was een reserve 2e luitenant infanterie. Net als zijn vader en zijn broer had hij nationaalsocialistische sympathieën (hij trouwde in 1939 in Duits uniform). Per 1 juli 1948 werd hem ontslag verleend uit de reservedienst op grond van het Zuiveringsbesluit 1945. Hij was eerst exportmanager. Per 1 juli 1959 trad hij als medewerker in dienst van het Centraal Bureau voor Genealogie (CBG), als archiefonderzoeker. In 1968 werd hij na het vertrek van H.L. Kruimel, conservator bij het bureau en kreeg enige tijd later de dagelijkse leiding. In 1973 kreeg hij de persoonlijke titel van directeur.
Als medewerker van het CBG was Wijnaendts de initiatiefnemer van het Repertorium DTB en de CB-reeks. Hij publiceerde ook veel, mede in het jaarboek van het bureau. Niet onbelangrijk was ook de voorbereiding van de verhuizing van het CBG van de Nassaulaan naar het nieuwe gebouw waarin ook het Nationaal Archief was ondergebracht. Per 1 december 1980 ging hij met pensioen.
Na zijn pensioen schreef Wijnaendts onder andere een bijgewerkte genealogie van zijn familie die verscheen in 1996, gebaseerd op de genealogie die zijn vader in 1906 had gepubliceerd.